# Nadine Coyle
Nadine Elizabeth Louise Coyle (Derry, Irlanda del Norte, 15 de junio de 1985), más conocida como Nadine Coyle, es una cantante y actriz irlandesa[cita requerida], la cual salto a la fama al participar en la versión irlandesa del programa Popstars y luego en la versión británica de ITV “Popstars: The Rivals”, consiguiendo un puesto en la banda pop Girls Aloud, quienes se convirtieron en una de las pocas bandas salidas de un reality en alcanzar un éxito continuo. Con Girls Aloud, Coyle consiguió materializar 21 "Top 10" de los cuales 10 fueron consecutivos en la lista de ventas británica (incluyendo cuatro números 1) y dos álbumes que también obtuvieron la máxima posición en dicha lista; además, el grupo ha sido nominado en cuatro ocasiones en los Brit Awards, ganando uno como “mejor sencillo de 2009” con “The Promise”. Es considerada por muchos críticos como la segunda líder del grupo.
A finales de 2010 lanzó su primer disco como solista titulado Insatiable y alcanzó el puesto número 20 en Irlanda y el 47 en Reino Unido.

## Vida y carrera

### 1985–2001: primeros años
Nadine Coyle nació en Derry, Irlanda del Norte, el 15 de junio de 1985, creció junto a sus padres Lillian y Niall Coyle, sus dos hermanas Charmaine y Rachael. desde muy joven demostró su dotes para cantar. A los dos años de edad impresionó a su familia cuando cantó "Saturday Night at the Movies" del grupo The Drifters. A pesar de que tenía intenciones de abandonar sus estudios para dedicarse a su carrera como cantante, fue muy buena alumna y sacó muy buenas calificaciones, su primera incursión fue como actriz cuando tuvo un papel secundario en la película "Surfing with William" donde interpretó el papel de una pequeña niña que ayudaba a dos jóvenes obsesionadas con Guillermo de Cambridge. Además hizo un CD demo para Louis Walsh y The Late Late Show donde incluía covers de canciones como "Fields of Gold", "Somewhere Over the Rainbow", "Love Is", y Summertime.

### 2001–2002: Pop Stars, Pop stars the rivals y Girls Aloud
En el año 2001 a los 16 años, mientras asistía a Thornhill Collegese en Derry, decidió presentarse en el programa de talentos irlandés Popstars, donde por su gran voz destacó y ganó un puesto en una pop band de 6 miembros, pero ella había mentido sobre su edad, ya que la edad requerida era 18 años, así que fue descalificada y regresó a sus estudios en Thornhill Collegese.
A sus 17 años, Nadine tuvo un susto de un posible Cáncer de mama al encontrarse un pequeño bulto en un seno.
Louis Walsh, que unos años atrás había recibido un demo de Nadine la animó a participar en la versión Británica de Popstars llamado Popstars the rivals en 2002. Este programa, siendo la segunda versión británica de la franquicia Popstars, vería la creación de dos grupos rivales, una banda masculina y otra femenina, cada una conformada por 5 miembros, las cuales competirían entre ellas para ocupar el primer puesto en la tabla de sencillos navideños de UK. Miles de concursantes asistieron a las audiciones en varias partes de UK con la esperanza de ser seleccionados. 10 mujeres y 10 hombres fueron escogidos como finalistas por los jurados Louis Walsh, Pete Waterman, y la ex Spice Girls, Geri Halliwell. Dichos finalistas se tomaron el escenario los sábados por la noche (alternando semanalmente entre mujeres y hombres). Cada semana el concursante con la menor cantidad de votos telefónicos era eliminado, hasta que al final los grupos finalistas se completaban. Nadine fue una de las preferidas tanto de los jueces como del público ganando elogios por sus presentaciones como la de  "Fields of Gold" a la cual Walsh dijo: "este performance esta noche se robó todo el show para mi" mientras que Geri Halliwell dijo "me recuerdas a Eva Cassidy, me encantaría comprar un sencillo tuyo ya.
| Presentación | Canción                     | Resultados |
| ------------ | --------------------------- | ---------- |
| Audición     | Fields of Gold              |            |
| Semana 2     | Show Me Heaven              | Salvada    |
| Semana 4     | Fields of Gold              | Salvada    |
| Semana 6     | When I Fall In Love         | Salvada    |
| Semana 9     | I Wanna Dance With Somebody | Clasifica  |

Girls Aloud se formó el 30 de noviembre de 2002, frente a millones de televidentes en el programa, anunciadas en orden por Davina McCall. Empezando con Cheryl Cole, Nicola Roberts, Coyle, Kimberley Walsh y por último Sarah Harding, quien dejaría por fuera a la favorita de muchos Javine Hylton. Luego de hacerse un lugar en el grupo el reto de Coyle y las otras era conseguir el puesto más alto en las listas navideñas británicas con el sencillo debut de Girls Aloud Sound of the Underground producido por Brian Higgins y Xenomania. La canción logró 4 semanas consecutivas el primer puesto haciendo de Girls Aloud el ganador del reality por encima de la banda masculina One True Voice. En marzo del 2003 el sencillo le dio a la banda platino certificado.

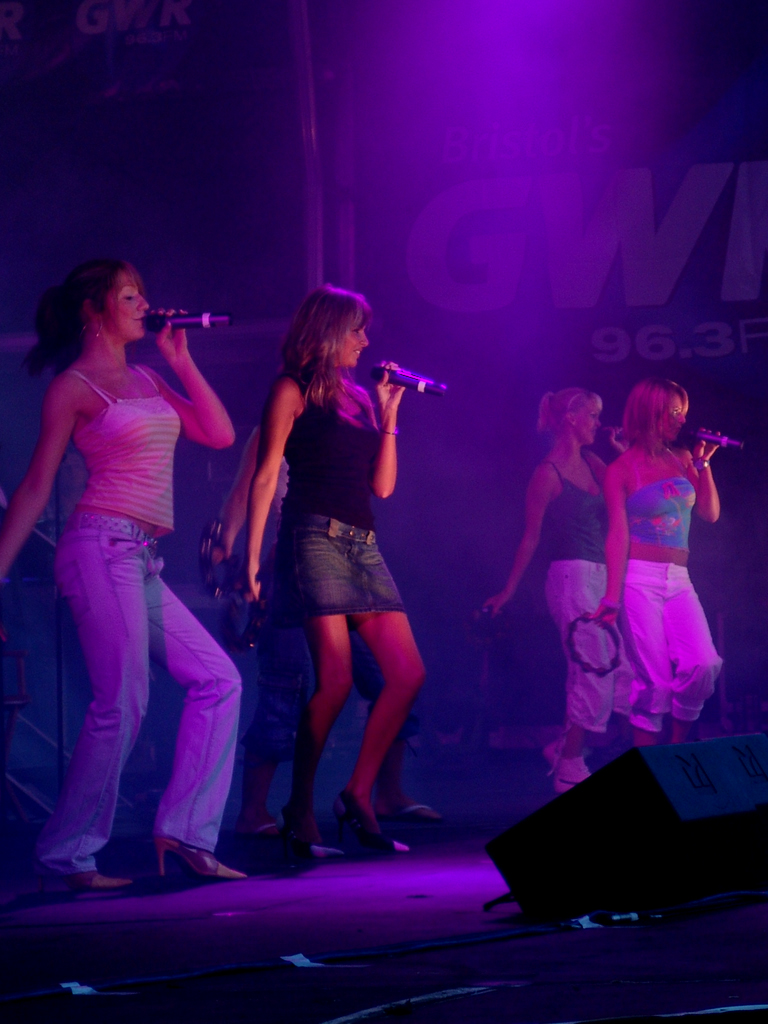

### 2003–2008: Girls Aloud - Era
Girls Aloud durante sus primeros 7 años la banda ha ganado innumerables reconocimientos sobre todo en el Reino Unido, ha sido la banda femenina con más éxito hasta la fecha, además de estar en el Libro Guinness de los récords por ser la banda que salió de un reality que más tiempo ha durado unida.
Por su habilidad vocal y su inmenso carisma Nadine fue una de las chicas que se ganó el público de inmediato además de ser la que más solos tiene en la mayoría de las canciones de Aloud. Nadine es una de las chicas más problemáticas con rumores de peleas que ha tenido con otras chicas en un comienzo con Nicola Roberts y más reciente con Cheryl Cole, aunque ninguno de los rumores se ha confirmado y a muchos de ellos ha respondido furiosa por ser falsos.
Nadine también ha demostrado sus dotes como compositora al coescribir para la banda. “100 Different Ways” (What Will the Neighbours Say?), “Why Do It” (lado B de I Think We’re Alone Now) y “Sexy! No, No, No…”.
Con Girls Aloud ha editado veinte "sencillos" consecutivos alcanzando el "Top 10" (incluyendo cuatro números uno), cinco discos de platino y ventas que ascienden a más de 8 millones de unidades en el Reino Unido. Han sido nominadas en los BRIT Awards, ganando en 2009 el premio a "Mejor Single del Año" por "The Promise". A fines de 2009 anunciaron que se separarían temporalmente para no desgastar la imagen del grupo y también para poder dar paso a sus respectivas carreras solistas.

### 2009-2011: Insatiabled - Sweetest High y Nadine 2.0

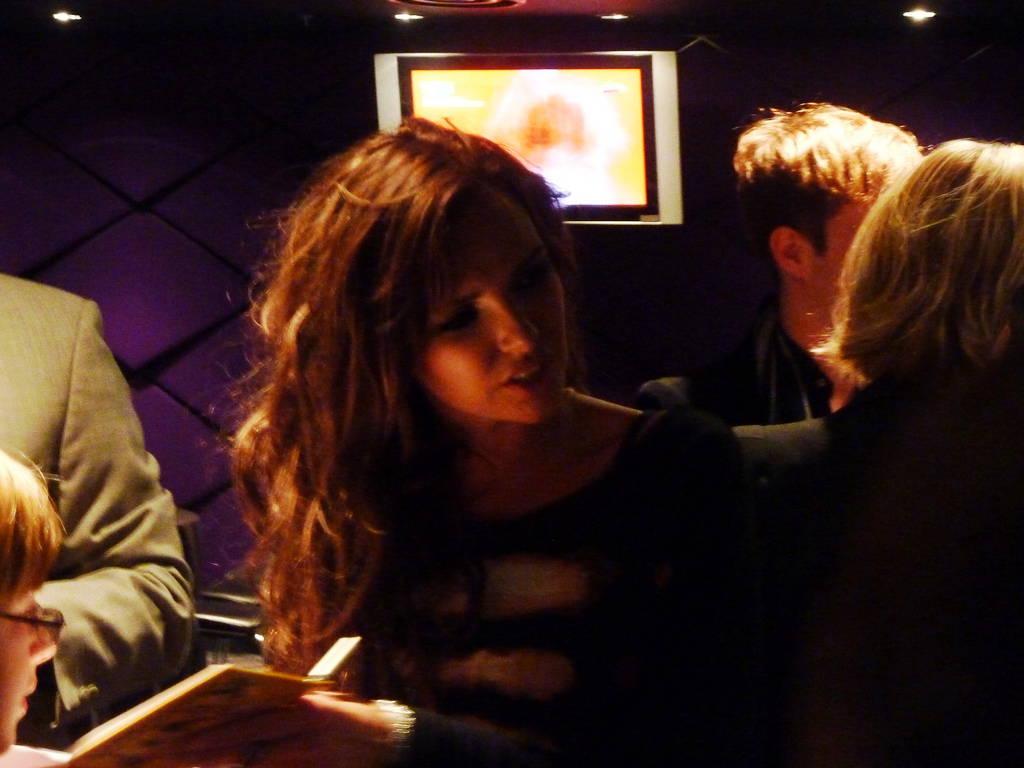
Nadine Coyle luego de un show en 2009

Apenas Girls Aloud comenzó su descanso, Nadine anuncia que sacaría un disco solista, en el cual empezó a trabajar junto a Barbara Charone en la publicidad, quien ha trabajado con celebridades como Madonna y Christina Aguilera, y contrató como mánager a Garfield Bruce. A pesar de que grandes discográficas Británicas y Estadounidenses querían firmar con Nadine, ninguna llegó a un acuerdo con ella, al parecer porque Nadine no quería hacer un disco 100% pop, así que de no encontrar una discográfica seguiría con Polydor Records quien representa a Girls Aloud. En abril del 2010 se confirmó que llegó a un acuerdo con Geffen Records. pero dicho acuerdo se canceló. Finalmente en agosto del 2010 Nadine llegó a un acuerdo con la marca afiliada a los supermercados Tesco, creando una nueva discográfica independiente llamada Black Pen Records imprint.
En septiembre de 2010 Nadine anuncia que el primer sencillo "Insatiable" de su álbum Insatiable saldría el 8 de noviembre del mismo año. En el estudio Coyle trabajo con varios compositores y productores famosos como Desmond Child, Guy Chambers, Mike Elizondo, Steve Booker, Toby Gad, Tony Kanal y Ricci Riccardi. Además trabajo con Lucie Silvas, Matchbox Twenty's Kyle Cook, William Orbit, y Tiesto.
En su estilo musical Coyle quería cambiar totalmente, respecto a lo que hacia con Girls Aloud. En una entrevista a Booker dijo que estaba decidida a trabajar duro y llegó al estudio con varias canciones pre-producidas en GarageBand. Su música tenía mayor influencia en el blues, jazz y soul pero aun así es un disco muy pop. Una vez fue lanzado el disco en la fecha programada Nadine empezó una gira el Reino Unido por diferentes canales de televisión para promocionarlo empezando en el show de entrevistas de ITV llamado Paul O'Grady Live. En el cual presentó sencillo debut que lleva el mismo nombre de su disco "Insatiable."
A pesar de que el álbum obtuvo muy buenas críticas del los especialista en música no fue muy bien recibido por el público. Por otro lado el disco tuvo muy poca publicidad y solo fue distribuido por la cadena Tesco, a pesar de que Nadine confirmó para febrero del 2011 como sencillo “put your hands up” este fue cancelado y se dejó de promocionar el disco. Aun así dicha canción hizo parte de la banda sonora de la serie estadounidense The Vampire Diaries en su tercera temporada capítulo 8.
Luego, el 26 de mayo de ese mismo año el equipo de Coyle anunció su primer sencillo lanzado en EE. UU., titulado "Runnin" del álbum debut Insatiable, proyecto que también fue cancelado. Ese mismo año Nadine y su equipo anunciaron un nuevo sencillo llamado “Sweetest High” además de una campaña llamada Nadine 2.0 seguida de varias presentaciones en New York, por las cuales ha sido muy criticada por la prensa británica.
El jueves 4 de agosto de 2011 salió una entrevista en la página del bloguero Perez Hilton donde confirmó el regreso con Girls Aloud a finales del 2012 y que trabajan en nueva música.

### 2012-presente: regreso y separación deGirls Aloud. Segundo álbum de estudio
El 9 de octubre de 2012 en la página oficial de Girls Aloud anunciaron que regresarían en 10 días colocando un reloj en cuenta regresiva, el cual culminó con el lanzamiento del vídeo de "Something New"  y una rueda de prensa donde se anunciaron los planes de la banda. Entre ellos un sencillo benéfico para la organización "Children in Need" que pertenece a un segundo álbum recopilatorio llamado "Ten" el cual fue lanzado el 26 de noviembre de 2012 y una gira por UK e Irlanda en el 2013 llamada 'Ten - The Hits Tour 2013'. En diciembre se anunció un posible segundo sencillo 'Beatiful cause you love me' el cual fue cancelado, aun así alcanzaron a grabar un vídeo de éste. El 21 de marzo de 2013, un día después de su última presentación en 'Ten - The Hits Tour 2013' por medio de sus páginas oficiales anunciaron su separación como grupo. Posterior a esto Coyle anunció su regreso al estudio para trabajar en su nuevo material.

## Discografía

### Discografía en Solitario
| Álbumes de estudio - 2010: Insatiable EP - 2018: Nadine | Sencillos - «Insatiable» - «Sweetest High» - «Go to Work» - «Fool for Love» - «All That I Know» |

## Filmografía
| Año  | Título               | Papel       | Notas |
| ---- | -------------------- | ----------- | ----- |
| 1999 | Surfing with William | Young girl. |       |
| 2007 | St Trinian's         | Cameo.      |       |